# 李王后 (北凉)
李王后（？—？），名不详，陇西狄道（今甘肃临洮县）人，是西凉武昭王和尹夫人的女儿，北凉哀王沮渠牧犍的第一任王后。
西凉嘉興四年（北凉玄始九年，420年）七月，李歆被北凉河西王沮渠蒙逊击败杀死，沮渠蒙逊攻陷西凉都城酒泉，俘获了尹太后和李氏。尹太后不卑不亢，得到了沮渠蒙逊的敬佩和礼遇，并且让他的儿子沮渠牧犍娶李氏为妻。
北凉義和三年（433年）凉王沮渠蒙逊病重，北凉贵臣对他说，世子沮渠菩提年幼，不能继承王位，沮渠蒙逊遂改立沮渠牧犍为世子。不久之后，沮渠蒙逊去世，沮渠牧犍即位为河西王，立李氏为王后。永和五年（437年），沮渠牧犍向北魏太武帝拓跋焘称臣，拓跋焘以他的妹妹武威公主为河西王沮渠牧犍的王后。沮渠牧犍只好废黜王后李王后，将李王后和尹太后，从国都姑臧（今甘肃武威）迁回到酒泉，没隔多久，李王后去世。